# Ottenhofen
Ottenhofen è un comune tedesco di 1 792 abitanti, situato nel land della Baviera.